# Нова Маячка
Нова Маячка — селище в Україні, в Ювілейній селищній громаді Херсонського району Херсонської області. З початку широкомасштабного вторгнення Росії в Україну селище перебуває під російською військовою окупацією.

## Історичні відомості
Точна дата заснування невідома, проте виходячи зі статистичних джерел Дніпровського повіту, можна зробити висновок, що селище було засновано на початку XIX ст. вихідцями з раніше заснованого села Маячка (Мала Маячка, тепер має назву Стара Маячка), а також новими поселенцями, які прибували сюди з півночі України. Перші поселенці були вихідцями з Запорізького козацтва. В 1820-х рр. отримало назву Велика Маячка. Станом на 1886 рік у селищі мешкало 6430 осіб, налічувалось 1037 дворів, існували 2 православні церкви, єврейський молитовний будинок, 2 школи, поштова станція, 14 лавок, відбувався 2 щорічних ярмарки та базари. 
В 1920-х — 1930-х рр. селище Велика Маячка стає центром запеклого протистояння прихильників комуністичної влади та незалежних селян. У селі практично не було безземельних селян, і тому більшовицька колективізація не мала ніякого впливу на Новомаячківських селян. Комуністична влада чинила жорстокі кроваві розправи над мирним населенням Нової Маячки, і селяни постійно влаштовували повстання проти влади.
20 березня 1946 р. стає центром щойно утвореного Новомаячківського району Херсонської області.  Новомаячківський район проіснував до 1958 року. З 1958 року селище Нова Маячка знаходилося в Каховському районі Херсонської області. На початку 1960-х рр. було перекинуто до Цюрупинського району.
В 1950-х роках мешканці Нової Маячки зробили колосальний внесок у будівництво Каховської ГЕС і Краснознам'янського зрошувального каналу. 
Історично село має унікальну забудову, з величезними садибами і міцним потенціалом індивідуального господарства. Новомаячківський ринок став одним з найважливіших у Херсонській області. До цього часу індивідуальний сектор Нової Маячки є одним з головних постачальників продукції рослинництва, спеціалізуючись на вирощуванні овочів.

## Населення

### Мовний склад
Рідна мова населення за даними перепису 2001 року:
| Мова            | Кількість | Відсоток |
| --------------- | --------- | -------- |
| українська      | 5489      | 73.59%   |
| російська       | 1873      | 25.11%   |
| вірменська      | 54        | 0.72%    |
| білоруська      | 15        | 0.20%    |
| румунська       | 5         | 0.07%    |
| болгарська      | 1         | 0.01%    |
| інші/не вказали | 22        | 0.04%    |
| Усього          | 7459      | 100%     |

## Постаті
- Єрохіна Ольга Тихонівна (1914—1995) — Герой Соціалістичної Праці.
- Кисіль Віктор Іванович (* 1950) — диригент оркестру, заслужений працівник культури України.
- Аліпій (Гаманович) (1926—2019) — єпископ Російської православної церкви закордоном.
- Мартинов Сергій Якович (1925 – 1990) — Герой Соціалістичної Праці.
- Мельничук Марія Олександрівна. Заслужена артистка УРСР (1973). Народилася 01.02.1937 р., с. Нова Маячка Цюрюпинського району Херсонської області. Закінчила Херсонське музучилище, Львівську консерваторію. У 1958—1959 рр. — співачка хору Таврійського ансамблю «Веснянка» Херсонської філармонії. З 1961 р. — солістка Заслуженого Буковинського ансамблю пісні і танцю, з 1978 р. — солістка музичного лекторію. У її репертуарі популярні буковинські народні пісні «Шануй мене, мій миленький», «На камені стою», «Василиха», «Глибока кирниця», «Молодичка» … Гастролювала країнами СНД, в Польщі, Румунії, Фінляндії, Чехословаччині… Нагороджена медалями «За доблесну працю», «Ветеран праці», Почесними грамотами Президії Верховної Ради Аджарської АРСР, Міністерств культури Української РСР, Казахської РСР, Естонської РСР, грамотами Міністерства культури СРСР та УРСР.